# Edgar Haniel von Haimhausen

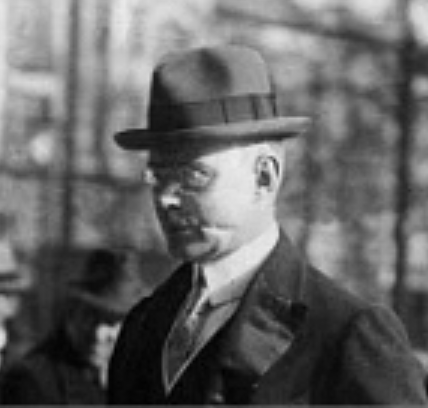
Edgar Haniel von Haimhausen

Edgar Haniel von Haimhausen (* 12. Dezember 1870 in Ruhrort; † 14. Januar 1935 in München) war ein deutscher Diplomat und Staatssekretär im Auswärtigen Amt.

## Leben

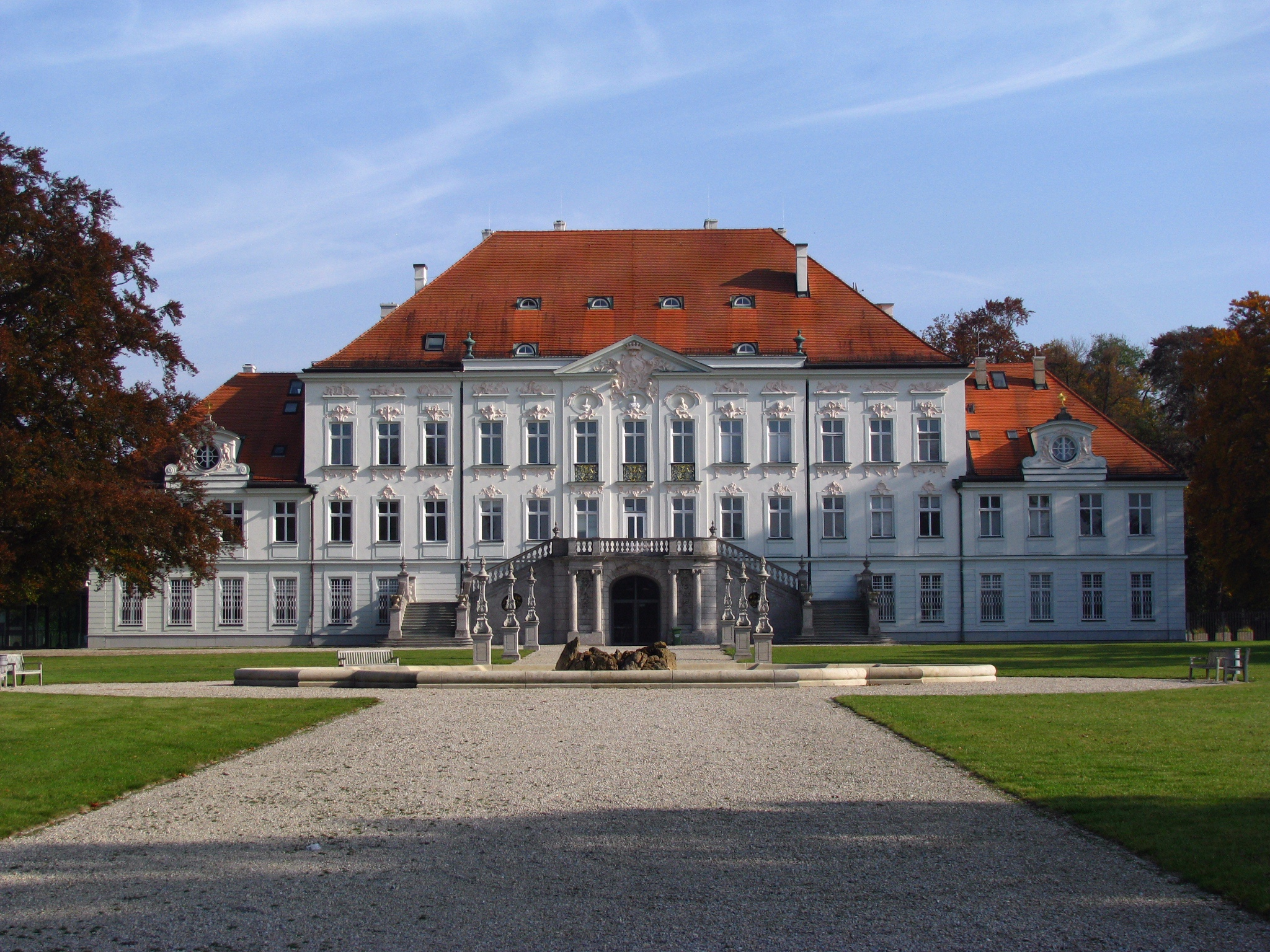
Schloss Haimhausen

Edgar Haniel von Haimhausen wurde als Sohn des Rentiers Max Berthold Haimhausen und dessen Ehefrau Clara geb. Haniel in Ruhrort geboren. Die Erziehung im Elternhaus orientierte sich an den Wertevorstellungen des evangelischen Glaubens. Durch den frühen Tod des Vaters wuchs er bei seinem Stiefvater Emil Uhles auf. Er besuchte das Gymnasium in Wiesbaden sowie das nachmalige Lessing-Gymnasium (Frankfurt am Main) und legte am 29. September 1890 das Abitur ab. Im selben Jahr trat er als Einjährig-Freiwilliger seine Militärzeit an, die am 30. September 1891 beendet wurde. Zugleich immatrikulierte er sich an der Rheinischen Friedrich-Wilhelms-Universität für Rechtswissenschaft. 1891 wurde er im Corps Palatia Bonn recipiert. Das Jurastudium schloss er am 17. November 1893 mit dem Referendarexamen ab. Zum 27. November desselben Jahres wurde er im preußischen Justiz- und Verwaltungsdienst tätig. Am 13. Januar 1894 wurde er von der Georg-August-Universität Göttingen zum Dr. iur. promoviert. Kurz danach wurde er im März zum Sekonde-Lieutnant der Reserve befördert.

### Im diplomatischen Dienst
Am 11. Januar 1900 wurde Haniel in das Auswärtige Amt einberufen. Sein erster Auslandseinsatz führte ihn an die deutsche Gesandtschaft nach Brüssel. Seinen Dienst trat er in Belgien am 1. März 1900 an, wechselte aber bereits am 29. Juli zu einer kurzzeitigen kommissarischen Beschäftigung an die Gesandtschaft in Tanger und vom 3. August bis zum 30. Dezember 1900 in Paris. Deutscher Botschafter im Hôtel Beauharnais war zu jener Zeit Graf Georg Herbert zu Münster (1820–1902). Ab Januar 1901 war er für drei Monate an der deutschen Gesandtschaft in Konstantinopel tätig. Ab dem 8. Mai war 2. Legationssekretär an die Gesandtschaft in Bern, ab dem 26. Februar 1902 an der Gesandtschaft in Rio de Janeiro. Deutscher Geschäftsträger in Brasilien war zu dieser Zeit Karl Georg von Treutler (1858–1933). Im Mai 1905 endete sein Einsatz. Im September desselben Jahres wurde er zum Oberleutnant der Reserve befördert. Im Folgejahr wechselte er am 5. März 1906 nochmals an die Deutsche Gesandtschaft in Konstantinopel. Dort war inzwischen Adolf Freiherr Marschall von Bieberstein Geschäftsträger geworden. Im November 1906 wurde Haniel vom 2. Legationssekretär zum Legationssekretär hochgestuft. Zum 21. April 1907 wechselte er an die Deutsche Gesandtschaft Athen. Ab Anfang 1909 war er als 2. Sekretär an der Deutschen Botschaft London unter Botschafter Paul Wolff Graf von Metternich. Haniels Zeit in London ging Anfang 1911 zu Ende.
Es folgte sein Dienstantritt am 8. Februar 1911 als 1. Sekretär und Botschaftsrat an der Deutschen Botschaft Washington, D.C. In den Vereinigten Staaten war Johann Heinrich von Bernstorff deutscher Botschafter. Noch in der Position als 1. Sekretär wurde von Haniel von Haimhausen 1913 Rittmeister der Reserve. Während seiner Dienstzeit an der Botschaft hielt er engen Kontakt zu dem im Dezember 1913 in Washington eingetroffenen Militärattaché Franz von Papen. Dieser hatte mit dem auf der Botschaft eingesetzten Marineattaché Karl Boy-Ed unter der Abdeckung seiner diplomatischen Tätigkeit in den USA ein Spionage- und Sabotagenetzwerk, das die Neutralitätsbestrebungen verletzte, aufgebaut. Beide Personen wurden 1916 des Landes verwiesen. Ab Januar 1917 führte von Haniel von Haimhausen den Charakter eines Gesandten. Jedoch kam es am 15. Februar 1917 durch die Kriegserklärung der USA an Deutschland zum Abbruch der diplomatischen Beziehungen und damit zur Schließung der Botschaft.

### Zurück in Deutschland
Nach Berlin zurückgekehrt, wurde Haniel zunächst ab 1. April 1917 im Auswärtigen Amt in der Abteilung IA (Politik) eingesetzt. Jedoch hatte er dort bereits ab 15. April die Leitung des Referates Vereinigte Staaten von Amerika, Kuba, Mexiko und Philippinen inne. Ab 16. November 1918 gehörte er als Vertreter der Politischen Abteilung der Waffenstillstandskommission in Spa an. Mit dem Ende der Arbeit in der Kommission am 18. März 1919 wechselte er im April 1919 in die Leitung der politischen Kommission der deutschen Friedensdelegation, die in Versailles tagte, die mit an den Verhandlungen zum Friedensvertrag von Versailles teilnahm. Danach wurde er im Juli zunächst Unterstaatssekretär, dann ab 20. Mai 1920 Staatssekretär für politische Angelegenheiten im Auswärtigen Amt. Doch schon 2 Jahre später erfolgte am 18. Dezember 1922 seine Versetzung in den einstweiligen Ruhestand.
Als Staatssekretär z. D. wurde Edgar Haniel von Haimhausen im Dezember 1922 zum Vertreter der Reichsregierung bei der bayerischen Regierung in München ernannt (bis zum März 1931), ab 1923 mit der Amtsbezeichnung „Gesandter“. Mitte 1933 wurde er in den Ruhestand versetzt. Er starb mit 64 Jahren.

### Familie
Haniel besaß das Schloss Haimhausen bei München. Als König von Preußen erhob Wilhelm II. Haniel 1905 in den erblichen preußischen Adelsstand. Haniel war seit 1903 in erster Ehe mit Margarete von Brauchitsch, in zweiter Ehe ab 1926 mit Hedwig Freifrau von Branca geb. Frankenburger, der Mutter des Architekten Alexander Freiherr von Branca, verheiratet. Seine 2. Ehefrau Hedwig brachte die Kinder Brigitte (* 1904) und Günther (* 1908) in die Ehe mit.